# Баптист (журнал)
«Баптист» — религиозный «духовно-нравственный» журнал, печатный орган российских баптистов. Издавался в 1907—1912, 1914, 1917, 1925—1929 годах. По данным издателей, в 1910 году вышло 104 тыс. экземпляров журнала.
Журнал публиковал христианские проповеди, беседы на религиозные темы, переводные богословские материалы, новостные сообщения. Постоянное внимание уделялось социальной тематике, рассмотрению в контексте христианского мировоззрения политических проблем, вопросов будущего устройства России и её выхода из кризиса. Одной из ключевых тем было разъяснение ошибочности, бесперспективности революционного насилия и предостережение против него в будущем.
В качестве решения проблемы социальных недугов внешней революции противопоставлялась революция духа, что возможно только путем устранения главной причины социального зла, а именно греховности человека.
В 1990 годах была предпринята попытка возобновить издание «Баптиста».

## История
Указ «О старообрядческих и сектантских общинах» обеспечил возможность легализации евангельско-баптистских церквей. Эта возможность сразу была использована для восстановления церковных изданий. Наибольший вклад в издательскую деятельность в тот период внесли И. С. Проханов, В. А. Фетлер, а также Д. И. Мазаев, В. Г. Павлов, Ф. П. Балихин и В. В. Иванов.
Так, Всероссийский съезд баптистов, прошедший 25-30 мая 1907 года в Ростове-на-Дону, одобрил создание печатного органа Союза евангельских христиан-баптистов — ежемесячного журнала «Баптист». Съезд избрал редактора — пресвитера, председателя Союза Д. И. Мазаева.

### Первые годы

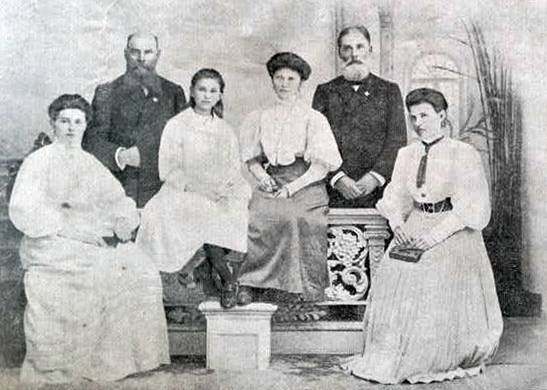
Будущие редакторы «Баптиста» Д. И. Мазаев (слева) и В. В. Иванов во время поездки на Всемирный конгресс баптистов в 1905 году. Их спутницы — две дочери и две племянницы Д. И. Мазаева

Первый номер журнала вышел уже в июне 1907 года. Во вступительном слове первого номера сообщалось: «задача „Баптиста“, как органа баптистского общества в России, служить интересам церкви Христовой, верно отражая на своих страницах веру, учение и жизнь баптистов, как в России, так и везде за пределами ее». Как отмечалось позднее в редакционной статье, «наш журнал есть нечто исключительное и независимое, ибо он есть официальный и боевой орган русских баптистов, дающий на своих страницах не только назидательные статьи общехристианского направления, а и разбор понятий и учений других христианских сообществ, чего доныне не давал ни один из существующих христианских журналов евангельского направления».
Будучи официальным изданием баптистского союза, журнал «Баптист» на своих страницах публиковал учредительные документы союза, его отчеты, решения и протоколы собраний и съездов, прочие документы. Кроме этого, печатались новости из жизни баптистского братства, обсуждались текущие вопросы, публиковались письма с мест и отзывы на них. Журнал печатал духовно-нравственные статьи, из номера в номер печатались богословские статьи Г. И. Шипкова, переводные проповеди Роберта Мак-Артура и Чарльза Сперджена, рассказ об индийской жизни «Карду. Индусская девушка», «Свобода религиозного культа» профессора Александра Вине, уроки для воскресной школы, отчёты евангелистов Савельева, Дьяченко, В. В. Иванова, С. Белоусова, статьи и сообщения адвоката И. П. Кушнерова.
Первоначально журнал издавался в Нахичевани-на-Дону, выходил раз в месяц. С 1909 года журнал стал выпускаться два раза в месяц, а с 1910 года — каждую неделю. Девизом «Баптиста» были выбраны слова: «Один Господь, одна вера, одно крещение» (Еф.4:5).
На протяжении 1907 года в журнале публиковалось по частям краткое вероучение баптистов. Также печатались проповеди, духовные стихи, отчёты руководящих братьев о поездках в общины и т. д. В 1907 году объем составлял 22-24 полосы, в 1908 году — увеличился до 40 полос.

В. Г. Павлов

В 1909 году журнал размещал информацию о систематическом преследовании протестантов и нарушениях принципов религиозной свободы, первоначально декларируемых манифестом 1905 года «Об укреплении начал веротерпимости». Журнал описывал религиозную эмиграции, причиной для которой были гонения на христиан-протестантов из-за их религиозных взглядов. Освещались текущие события в евангельских и баптистских общинах: так, в публикации № 22 1909 года описывался разгон полицией съезда баптистов, который планировали провести в Одессе 5 — 7 мая 1909 года, а также проведение этого съезда позднее в другом месте, в Ростове-на-Дону 27 сентября — 10 октября. Был опубликован полный протокол прошедшего съезда.
С 1910 года журнал «Баптист» начал издаваться в Одессе, Д. И. Мазаев передал издание журнала В. Г. Павлову, который до этого находился в эмиграции в Лондоне из-за религиозных преследований со стороны властей. Благодаря активному сотрудничеству Павлова с журналом «Свободное слово», редактором которого в тот период был В. Д. Бонч-Бруевич, а издателем — В. Чертков, сын Елизаветы Чертковой, и более позднему сотрудничеству с журналом «Беседа», европейским читателям стала доступна информация о преследованиях евангельских христиан и баптистов в России.
Для издания журнала требовались значительные средства, об этом постоянно сообщалось на съездах, в частности, на Всероссийском съезде 1910 года в С.-Петербурге. Рассматривалась, в том числе на страницах самого издания, непростая ситуация вокруг журнала «Баптист». В период 1910—1911 годов журнал был оштрафован полицией на 300 рублей, дважды конфисковывался его тираж. Сообщая об этих проблемах, на Всероссийском съезде баптистов в 1911 г. единственный редактор В. Г. Павлов попросил о своей отставке с должности редактора. Съезд удовлетворил его просьбу, была избрана редакционная коллегия, предполагалось приобрести свою типографию и изыскать для этого средства.
В 1912 году журнал вновь издавался под руководством Д. И. Мазаева в Ростове-на-Дону. С начала 1913 года его издание прекратилось.

### Возобновление издания
После долгих ходатайств правление Союза баптистов добилось разрешения на продолжение издания союзного журнала «Баптист» в 1914 года. В этот период редактором журнала стал В. В. Иванов (ранее активно сотрудничавший с журналом в качестве корреспондента), а местом издания — город Баку. На протяжении 1914 года было издано 24 номера журнала (некоторые номера выходили совмещенными).
В 1915—1916 годах журнал «Баптист» не издавался.
В 1917 году после вынужденного шестилетнего перерыва, вызванного гонениями царского правительства и войной, состоялся Всероссийский съезд баптистов. На нём было принято решение о возобновлении издания журнала «Баптист» под редакцией Д. И. Мазаева. Местом издания по-прежнему был город Баку.
Однако в 1917 году удалось выпустить лишь несколько номеров журнала, с 1918 года он вновь перестал выходить.

### Период религиозного нэпа

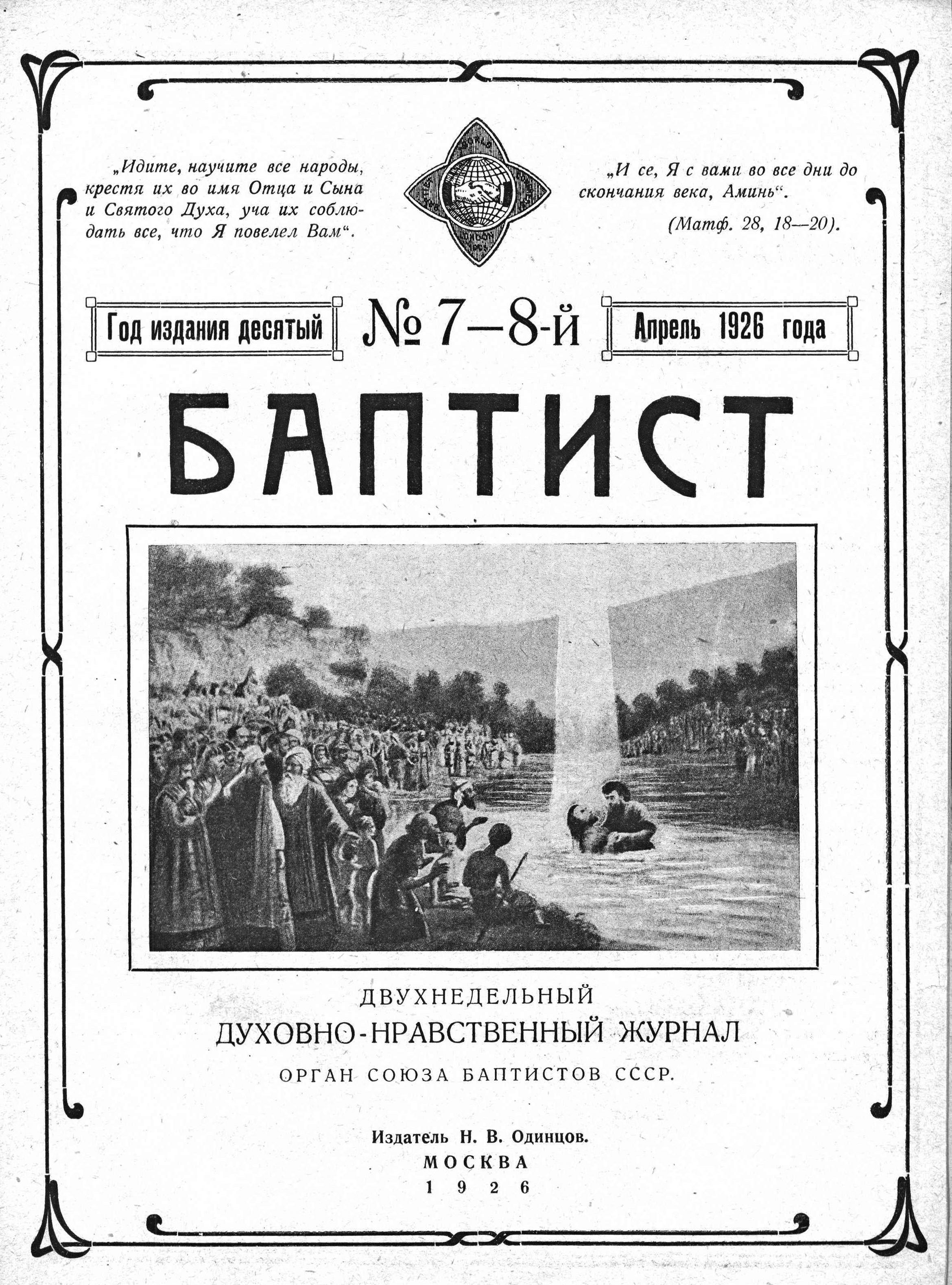
Обложка журнала «Баптист» в 1926 г.

Издание журнала удалось возобновить только через семь лет, в период религиозного нэпа. С января 1925 года журнал стал выходить в формате ежемесячника тиражом 10 тысяч экземпляров (то есть на церковь из 100 членов в среднем приходилось два журнала).
За время вынужденного перерыва в издании умерли его прежние редакторы: Д. И. Мазаев, В. Г. Павлов, В. В. Иванов. Руководство Союза баптистов поручило редактировать журнал пресвитеру Тифлисской церкви и председателю Закавказского союза баптистов Сергею Васильевичу Белоусову, ранее сотрудничавшему с различными евангельскими журналами. Однако он в том же году умер, новым редактором стал Николай Васильевич Одинцов.

Н. В. Одинцов

В этот период в журнале публиковалось большое количество статей вероучительного характера. Историк А. В. Синичкин отметил в числе наиболее заметных публикаций статьи Тимошенко М.Д «Историческое развитие отступления» (1925 год), Одинцова Н. В. «Власть поместной церкви» (1925 год), Шипкова Г. И. «Основание и созидание церкви» (1925 год), а также цикл статей о хоровом пенье И. С. Захарчука. Также публиковались интересные статьи по библейской археологии. Николай Левинданто писал о церковном благочинии. Печатались статьи американского евангельского христианина Дуайта Муди. Целый цикл публикаций посвящён единству Союза и вообще союзной работе.

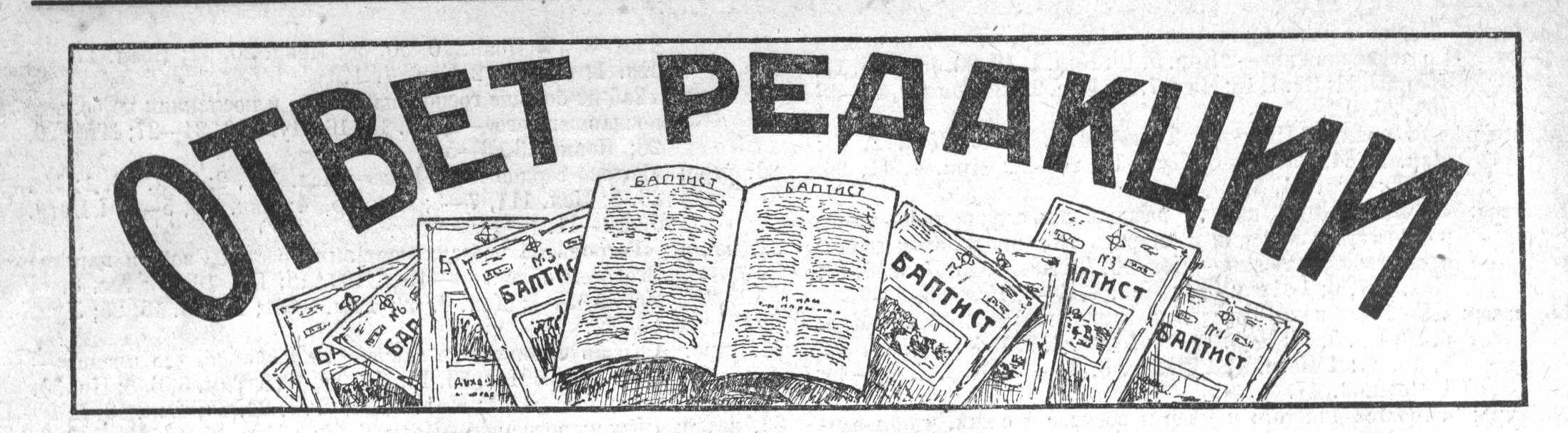
Логотип рубрики «Ответ редакции» в журнале «Баптист», 1928 год

Если в 1926 году его тираж по-прежнему составлял 10 тысяч экземпляров, то в первой половине 1928 года выпускалось уже 4 тысячи экземпляров. Издание журнала продолжалось до середины 1929 года, когда он был закрыт в числе прочих христианских изданий в связи со сменой внутриполитического курса государства и разворачиванием сталинских репрессий в отношении баптистов.

### 1990-е годы
Новая попытка издавать журнал была предпринята в 1992 году, планировалось, что «Баптист» будет выходить ежеквартально. Редактором журнала стал Александр Савченко. В журнале печатались Александр Фирисюк, Виктор Рягузов, Владимир Попов и другие. Журнал публиковал статьи прошлых лет. Однако через несколько лет издание «Баптиста» прекратилось.

## Оценки
По мнению баптистского историка А. В. Синичкина, «этот журнал консолидировал вокруг себя все здравые баптистские силы России того времени. Он стал глашатаем чистого евангельского учения на три поколения вперёд. Даже после запрета издания журнала атеистическими силами в конце 20-х годов, подшивки и отдельные номера „Баптиста“ передавались от верующего к верующему из поколения в поколения и на них воспитывались служители вплоть до начала перестройки. До сих пор во многих семьях потомственных христиан-баптистов бережно хранят пожелтевшие от времени номера журналов».

### Комментарии
1. ↑  Именной высочайший указ от 17 октября 1906 г. «О порядке образования и действия старообрядческих и сектантских общин и о правах и обязанностях входящих в состав общин последователей старообрядческих согласий и отделившихся от православия сектантов»